# Lamponella wyandotte
Espèce
Lamponella wyandotte est une espèce d'araignées aranéomorphes de la famille des Lamponidae.

## Distribution
Cette espèce est endémique du Queensland en Australie. Elle se rencontre vers Wyandotte Creek et Eungella, dans le parc national de Davies Creek et dans la forêt d'État de Whypalla.

## Description
La femelle holotype mesure 3,8 mm et le mâle 3,2 mm.

## Étymologie
Son nom d'espèce lui a été donné en référence au lieu de sa découverte, Wyandotte Creek.

## Publication originale
- Platnick, 2000 : A relimitation and revision of the Australasian ground spider family Lamponidae (Araneae: Gnaphosoidea). Bulletin of the American Museum of Natural History, no 245, p. 1-330 (texte intégral).